# Особая сводная агитэскадрилья им. Максима Горького

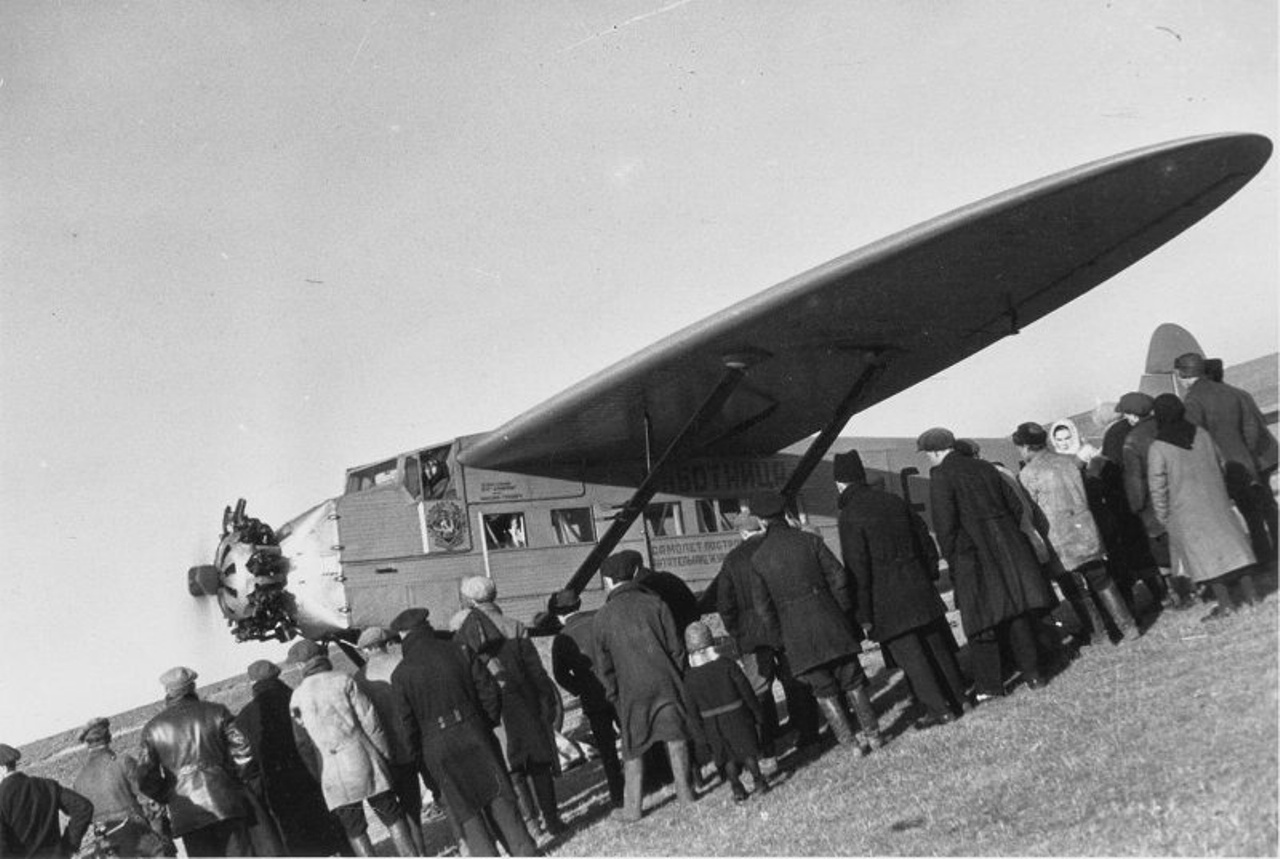
К-5М-22 «Краснознаменная работница СССР», построенный на средства читательниц журнала «Работница». 1933 год

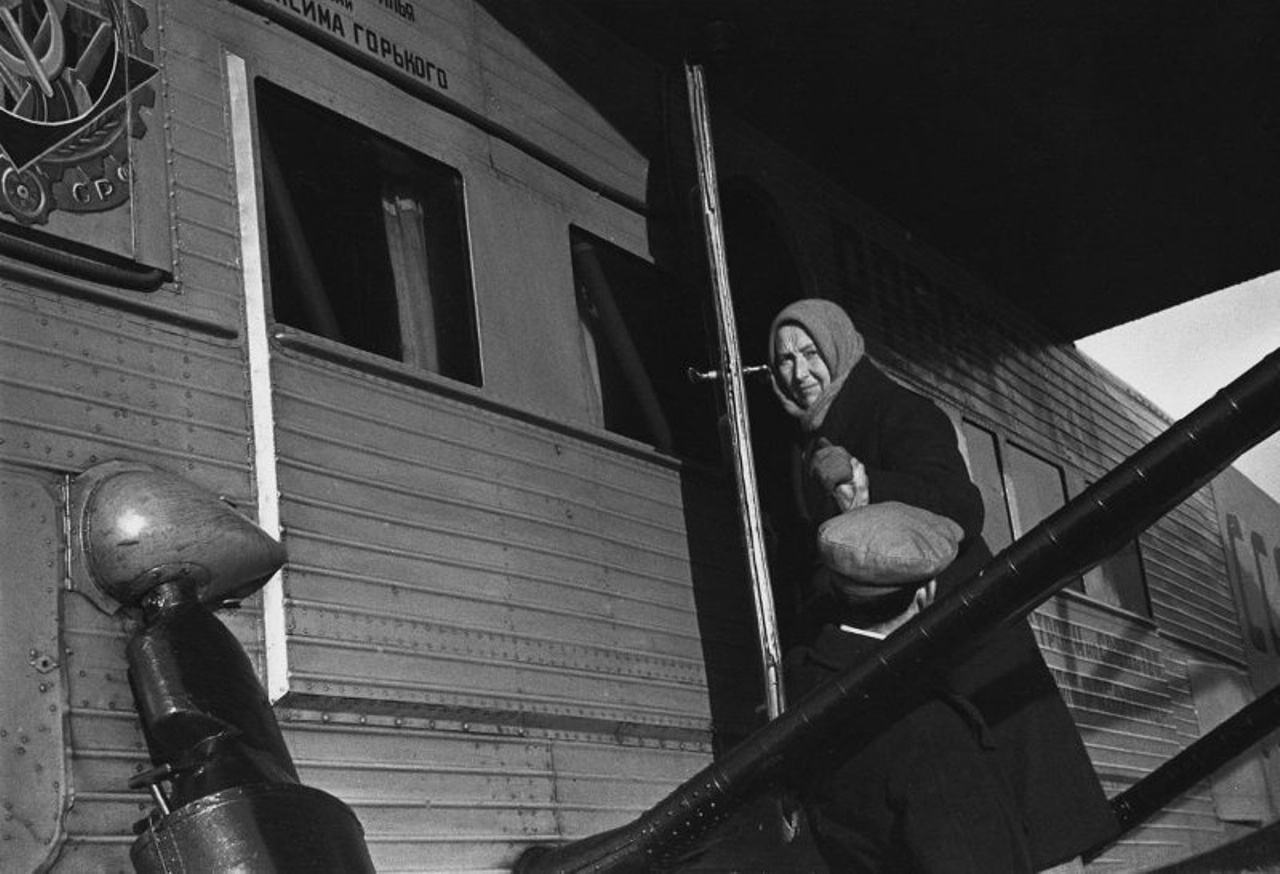
К-5М-22 «Краснознаменная работница СССР», построенный на средства читательниц журнала «Работница». 1933 год

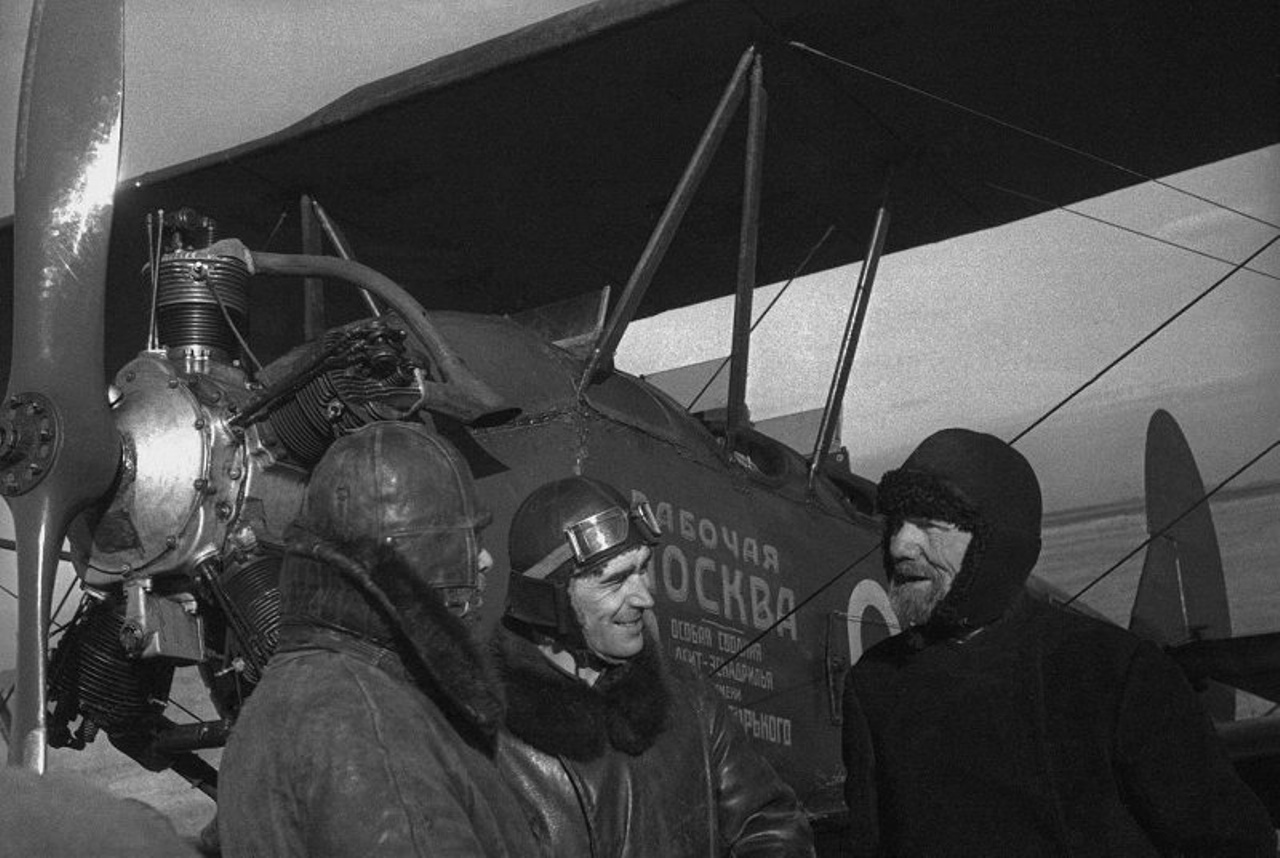
Члены экипажа самолета У-2СП, построенного на средства читателей газеты «Рабочая Москва», и советский колхозник. 1933 год

Особая сводная агитэскадрилья им. Максима Горького — агитационная эскадрилья Советского Союза.

## История
Сбор средств на создание агитэскадрильи им. Максима Горького начался в октябре 1932 года по инициативе журнала «Огонёк», в честь 40-летнего юбилея творческой деятельности Максима Горького. Приказом от 17 марта 1933 года (подписан А. З. Гольцманом — начальником Главного управления ГВФ при Совете Народных Комиссаров СССР) объявлено формирование агитэскадрильи, с 5 мая (День Печати) 1933 года началась её регулярная работа.

«В течение 5 лет существования эскадрильи было выполнено несколько сотен агитрейсов, проведено 3200 митингов, сделано 5 тыс. различных докладов и лекций. Эскадрилья налетала 55 млн км, охватила различными мероприятиями более 10 млн чел.»

## Руководящий состав
- командир агитэскадрильи: главный редактор журнала «Огонёк» — журналист Кольцов, Михаил Ефимович
- заместитель командира агитэскадрильи: контр-адмирал резерва морской авиации Авдонкин Сергей И(?ванович?), Затем Гвоздев Ф. Н. (1938 г.)
- начальник агитационного отдела: Орлов А. Г. (1938 г.)
- начальник штаба агитэскадрильи: Жуковский, Грунин В. И.
- инженер эскадрильи Чернов
- пилот Бережная (самолёт неизвестен)
- пилот Калан (самолёт неизвестен)
- пилот Кононенко (самолёт неизвестен)
- пилот Орлов А. Г. (самолёт неизвестен) (агитрейсы в августе 1938 г. по Смоленской и Орловской областям)[2]
- пилот Поляков И. К. (налетал в составе агитэскадрильи 1 млн км) (самолёт неизвестен)
- пилот Титов (самолёт неизвестен)
- пилот Турусов (самолёт неизвестен)
- пилот Филипцев (самолёт неизвестен)
- пилот Шумейко, Авксентий Андреевич (самолёт неизвестен)

## Самолёты Особой сводной агитэскадрильи им. Максима Горького (XVIII год революции)
|  | Марка                       | Собственное имя                                 | Регистрационный №                    | Год поступления | Пилоты |
|  | --------------------------- | ----------------------------------------------- | ------------------------------------ | --------------- | --- |
|  | АНТ-20 (флагман эскадрильи) | «Максим Горький»                                | СССР-Л759 СССР N 20                  | 1934            | Михеев, Иван Васильевич(командир экипажа, переведен с АНТ-14) Байдун, Константин Васильевич (радист-инженер) [[ Хургес, Лев Лазаревич] (радист) Матвиенко, Сергей Федорович (главный механик) Матросов, Николай Осипович (бортмеханик) |
|  | АНТ-14                      | «Правда»                                        | СССР Л1001 CCCP N1001                | 1933            | Михеев, Иван Васильевич (командир экипажа, переведен на АНТ-20) Местон, Борис Леонидович ](второй пилот) Чулков, Василий Иванович(командир экипажа) Нусберг, Иван Иванович (второй пилот) Лялин (командир экипажа)                     |
|  | Сталь-2                     | «Известия ЦИК СССР и ВЦИК» ..                   | URSS-7 СССР-Э7 СССР-N800 СССР-Э800   | 1932            | Веребрюсов, Степан Александрович |
|  | Сталь-2                     |                                                 | СССР-N1103 СССР-Л1103                | 1933            | Фарих, Фабио Брунович |
|  | Сталь-2                     |                                                 | СССР-N1146 СССР-Л1146                | 1934            | |
|  | К-5М-22                     | «Огонек»                                        | СССР-Л410 СССР-N410                  | 1933            | Осипов, Василий Власович |
|  | К-5М-22                     | «Работница»                                     | КРАСНОЗНАМЕННАЯ РАБОТНИЦА CCCP-N1006 | 1933            | Гризодубова, Валентина Степановна |
|  | Шавров Ш-2                  | -------------                                   | СССР N906                            | 1935            | |
|  | Шавров Ш-2                  | «Красный балкарец»                              | СССР-N1987                           | 1934            | Зайцев Василий Алексеевич |
|  | П-5                         | "Красный балкарец"                              |                                      |                 | |
|  | П-5                         | «Герой Советского Союза»                        |                                      |                 | Гризодубова, Валентина Степановна |
|  | П-5                         | «Красный кабардинец»                            | СССР-Ш362 СССР N362                  |                 | |
|  | АИР-6                       | «Красная газета»                                |                                      |                 | |
|  | АИР-6                       | «Иван Михеев»                                   | CCCP N1002                           | 1935            | |
|  | У-2                         | «Биробиджанец»                                  | СССР-А205                            | 1933            | |
|  | У-2СП                       | "ГТО"                                           | СССР-N1790                           | 1935            | |
|  | У-2                         | «Комсомольская правда»                          | СССР-Ш330                            | 1933            | |
|  | У-2                         | «Сакко и Ванцетти»                              | СССР-Л893 СССР-Ш145 СССР-N145        | 1933            | |
|  | У-2                         | «Красная звезда»                                |                                      | 1933            | |
|  | У-2                         | «Крестьянская газета»                           | CCCP N8??                            | 09.1933         | |
|  | У-2                         | «Колхозник ЦЧО»                                 | CCCP N8??                            | 09.1933         | |
|  | У-2                         | «Колхозная Бригада»                             | СССР-N404                            |                 | |
|  | У-2                         | «Пионерская правда»                             | СССР-Л840 СССР N840                  | 1933            | Найденов Н. И. |
|  | У-2                         | «Селькор»                                       |                                      |                 | |
|  | У-2                         | «Совхозная газета»                              | СССР N363                            |                 | |
|  | У-2                         | «Горьковский колхозник»                         | СССР-Ш402 СССР N402                  | 1934            | |
|  | У-2СП                       | «Рабочая Москва»                                |                                      |                 | |
|  | У-2                         | «Московский колхозник»                          |                                      | 1934            | |
|  | У-2                         | «Западно-сибирский связист»                     |                                      | 1934            | |
|  | У-2                         | «Колхозник Восточной Сибири»                    |                                      | 1934            | |
|  | АНТ-9/ПС-9                  | «Крестьянская газета» ?позже стал «Крокодилом»? | СССР N181                            | 1933            | |
|  | АНТ-9/ПС-9                  | «Крокодил»                                      | КРОКОДИЛ                             | 1935            | Осипов, Василий Власович (пилот) Гончаренко Дмитрий (бортмеханик) |
|  | ?АНТ-9 ?                    | «Крестьянская Правда»                           | СССР N131                            |                 | |
|  | Автожир ЦАГИ 2-ЭА           |                                                 |                                      |                 | |
|  | Дирижабль В-3               | «Красная звезда»                                | СССР-В3 КРАСНАЯ ЗВЕЗДА               | 1932            | |

## Хроники агитэскадрильи им. Горького (из «Хроники Родионова 1916—1946»)

### 1932 год
Осенью прекращены работы над первым вариантом АНТ-20 — пассажирского варианта АНТ-16 с 4хМ-35 (эскизный проект). Решили делать АНТ-20 «Максим Горький» с 8ХМ-34ФРН.

### 1933 год
1 февраля начались работы по АНТ-20 «Максим Горький»
10 марта, Всесоюзный комитет по постройке агитсамолета-гиганта «Максим Горький» подписал договор с ЦАГИ. В марте был утвержден состав эскадрильи — «Максим Горький», АНТ-14, АНТ-9, У-2, Г-1, Сталь-2, дирижабль В-3
17 марта была сформирована агитэскадрилья «Максим Горький»
В марте ЦАГИ подписал договор со Всесоюзным комитетом на постройку АНТ-20 «Максим Горький»
В апреле был рассмотрен эскизный проект АНТ-20 «Максим Горький». Хотели, чтобы помимо агитационного мог бы быть и передвижным штабом для высших военных и политических властей
6 мая началась регулярная работа Агитэскадрильи имени «Максима Горького»
В мае К-5 с именем «Огонек» и под управлением В. В. Осипова участвовал в агитперелете Москва — Харьков — Ростов на Дону — Харьков — Москва, которым начала работу эскадрилья им. «Максима Горького»
2 июля работы по дублеру прекратили и готовые агрегаты передали для изготовления АНТ-20 «Максима Горького»
С июля на заводе № 81 стал серийно выпускаться «Сталь-2»
12 июля состоялась торжественная передача самолёта У-2 «Пионерская правда» агитэскадрилье имени М.Горького. Он построен на средства, собранные пионерами всей страны.

### 1934 год
30 марта был построен АНТ-20 «Максим Горький» (по другим данным — в июле).
17 июня начались полеты АНТ-20 «Максим Горький».
19 июня, в связи со встречей челюскинцев, АНТ-20 пролетел над Красной площадью, и сбросили 200 тыс. листовок. Пилотировали самолёт Громов М. М. и Журов И. И..
18 августа АНТ-20 участвовал в параде на дне авиации.

### 1935 год
1 мая в параде приняло участие около 800 самолетов и колонну замыкал АНТ-20 «Максим Горький» с двумя И-15 и с помощью громкоговорителя «Голос с неба» передавал приветы и исполнял «Интернационал».
17 мая на АНТ-20 «Максим Горький» летал Антуан де Сент-Экзюпери, как корреспондент газеты «Paris-Soir» («Пари суар» — «Париж вечерний»)
18 мая АНТ-20 «Максим Горький» разбился. Катастрофа АНТ-20 произошла в результате попытки выполнения мертвой петли Н.Благиным на И-5 вокруг крыла. С Р-5 было частично заснято крушение. Погибло 50 человек.
Майская катастрофа с АНТ-20 отрицательно повлияла на темп работ по АНТ-42, так как ОКБ занялось новой серией самолетов АНТ-20.
19 мая СНК и ЦК ВКП(б) постановили построить вместо погибшего АНТ-20 «Максим Горький» три самолета такого типа — «Владимир Ленин», «Иосиф Сталин», и «Максим Горький», но сделали только пассажирский 6-ти моторный АНТ-20 СССР Л-760, который летал по маршруту Москва- Минеральные Воды.
27 мая совещание у начальника ГУАП Г. Н. Королева по вопросу постройки трех самолетов взамен погибшего АНТ-20 «Максима Горького». Сроки ввода первого самолёта к 1 мая 1936 в ЦАГИ, второго и третьего к 7 ноября 1936 года на заводе № 22
Последний полёт заснял на плёнку экипаж самолёта Р-5 в составе летчика-испытателя НИИ ВВС Рыбушкина Владислава Владимировича и кинооператора Щекутьева Александра Гавриловича.
17 июля первый агитрейс самолёта «Крокодил» по маршруту: Москва — Горький — Казань — Свердловск — Челябинск — Магнитогорск — Куйбышев — Саратов — Сталинград — Ростов — Днепропетровск — Винница — Киев — Минск — Витебск — Смоленск — Москва. На борту самолета находилась бригада центральной конкурсной комиссии ЦИК СССР, которой предстояло проверить ход соревнования городских Советов. В состав бригады были включены работники Наркомхоза и специальные корреспонденты «Правды», «Известий», «Крокодила», Всесоюзного радио. За время пребывания самолёта в Казани, он прокатил в воздухе активистов конкурса Советов, лучших железнодорожников и работников школ. Каждые пять минут самолёт поднимался в воздух, всего над Казанью в воздух было поднято 90 человек.

### Мартиролог погибших в катастрофе «Максима Горького» (50 человек)
«11 человек экипажа и 37 пассажиров — ударников Центрального аэрогидродинамического института, в том числе шесть человек с детьми, погибли» (Из передовой «Правды» 19 мая 1935 года). При столкновении в воздухе также погиб летчик Благин, пилотировавший тренировочный самолет.
Экипаж (11 человек):
1. Михеев Иван Васильевич (1898—1935, летчик АЭ «Максим Горький»)
2. Журов Николай Семёнович (1897—1935, летчик ЦАГИ)
3. Бегам Александр Лазаревич (1903—1935, радиоинженер АЭ «Максим Горький»)[26]
4. Кравцов Александр Андреевич (1896—1935, инженер ЦАГИ)
5. Бунин Валентин Петрович (1906—1935, инженер ЦАГИ)
6. Бусноватов Семен Львович (1907—1935, бортмеханик ЦАГИ)
7. Лакузо Владимир Петрович (1909—1935, бортмеханик ЦАГИ)
8. Медведев Алексей Алексеевич (1905—1935, бортмеханик ЦАГИ)
9. Фомин Иван Афанасьевич (1893—1935, бортмеханик ЦАГИ)
10. Власов Петр Максимович (1907—1935, бортмеханик АЭ «Максим Горький»)
11. Матвеенко Сергей Федорович (1895—1935, бортмеханик АЭ «Максим Горький»)

Пассажиры (38 человек, из них 7 детей):
1. Бакута Александра Антоновна (1904—1935, жена инженера ЦАГИ) [Бакуто «Техника Воздушного Флота» № 5/1935]
2. Вахлянина Евгения Хрисанфовна (1897—1935, моторист) [Вахлянина Елена Хрисанфовна — моторист летной станции ЦАГИ «Техника Воздушного Флота» № 5/1935]
3. Галаев Иван Васильевич (1907—1935, столяр, парторг цеха завода ЦАГИ)
4. Дмитриева Мария Федосеевна (1907—1935, слесарь завода ЦАГИ) [Федоровна «Техника Воздушного Флота» № 5/1935]
5. Казарнович Семен Абрамович (1906—1935, рабочий, секретарь парткома завода ЦАГИ)
  - Казарнович Володя (1925—1935, сын С. Казарновича)
6. Кукин Константин Ефграфович (1909—1935, контрольный мастер, парторг цеха завода ЦАГИ)
7. Лапшин Иван Петрович (1887—1935, рабочий завода ЦАГИ)
8. Лебедев Сергей Степанович (1908—1935, секретарь комсомольской организации завода ЦАГИ)
9. Лопырев Михаил Александрович (1908—1935, контрольный мастер, парторг цеха завода ЦАГИ) [Лопарев «Техника Воздушного Флота» № 5/1935]
10. Матросов Петр Федорович (1904—1935, инженер, заведующий производством завода ЦАГИ)
11. Мареев Александр Сергеевич (1896—1935, инженер завода ЦАГИ)
12. Мешалин Петр Андреевич (1904—1935, шофер ЦАГИ)
13. Миркина-Израилева Анна Марковна (1912—1935, жена коменданта ЦАГИ)
14. Новиков Михаил Федорович (1903—1935, плановик завода ЦАГИ)
15. Нудельман Раиса Борисовна (1909—1935, инженер завода ЦАГИ)
16. Орлов Алексей Иванович (1904—1935, инженер завода ЦАГИ)
  - Орлова Лида (1927—1935, дочь А. Орлова)
17. Петрушевский Виктор Александрович (1895—1935, гл. бухгалтер завода ЦАГИ)
  - Петрушевский Володя (1921—1935, сын В. Петрушевского)
18. Подвольский Игорь Николаевич (1905—1935, техник завода ЦАГИ)
19. Поставнин Василий Ефимович (1898—1935, гл. механик завода ЦАГИ, инженер)
20. Проскурников Виктор Сергеевич (1913—1935, инженер завода ЦАГИ)
21. Прохорова Софья Яковлевна (1901—1935, слесарь, парторг цеха завода ЦАГИ)
  - Прохорова Неля (1924—1935, дочь С. Прохоровой)
22. Разумихина Александра Филипповна (1907—1935, жена инженера завода ЦАГИ)
  - Разумихин Вадим (1927—1935, сын А. Разумихиной)
23. Салмина Надежда Яковлевна (1912—1935, контрольный мастер завода ЦАГИ)
24. Сапронов Алексей Васильевич (1905—1935, председатель завкома завода ЦАГИ)
25. Соломаткин Андрей Андреевич (1902—1935, начальник плановой секции завода ЦАГИ) [Саламаткин «Техника Воздушного Флота» № 5/1935]
26. Сунцов Иван Васильевич (1898—1935, рабочий, профорг цеха завода ЦАГИ)
  - сын Сунцова (фамилия и имя не указано, захоронен в одной нише с отцом «Сунцов И. В. и его сын»)
27. Сухов Александр Сергеевич (1906—1935, рабочий завода ЦАГИ)
28. Харуто Игнат Иванович (1887—1935, бригадир завода ЦАГИ)
29. Царев Алексей Петрович (1897—1935, слесарь завода ЦАГИ)
  - Царев Коля (1923—1935, сын А. Царева)
30. Шеногин Сергей Гаврилович (1891—1935, бригадир, профорг цеха завода ЦАГИ)
31. Янчарек Сигизмунд Яковлевич (1916—1935, слесарь завода ЦАГИ)

Виновник катастрофы:
1. Благин Николай Павлович (1899—1935, лётчик-испытатель ЦАГИ, пилот самолёта И-5)

## Хроника городов, посещаемых самолётами агитэскадрильи «Максим Горький»

### Челябинск
- 1935 г.

24 июля 1935 года агитационный самолет «Крокодил» привез членов жюри конкурса «Города Советов» на звание «Лучший город страны». Его встретили 10 тыс. горожан. 60 лучших ударников оценили его летные качества, а челябинские радиолюбители смогли принять радиопередачу с борта самолета.
В начале сентября 1935 в Челябинск прилетел агитационный самолет «Герой Советского Союза», который доставил на своем борту журналистов газеты «За коммунистическое просвещение» и чиновников Наркомпроса для проверки готовности Челябинской области к новому учебному году.
- 1936 г.

7 октября 1936 года на борту «Крокодила» прибыли представители «Спецстали», проверившие работу металлургических заводов города. Тогда челябинцам впервые показали агитационные фильмы «Алексей Стаханов» и «Сталинские соколы».
- 1938 г.

30 сентября 1938 года в ходе агитрейса по новостройкам страны агитационный самолет «Крокодил» в третий раз посетил город. На этот раз прилетели новаторы-стахановцы для пропаганды опыта работы: Ф. И. Мальцев познакомил каменщиков жил.-бытового строительства завода им. С. Орджоникидзе со своим методом организации строительства, Я. В. Ерохин продемонстрировал приемы «по сплачиванию полов при помощи скобы его изобретения». Вместе с ними прилетел итальянский антифашист Дж. Джерманетто, выступивший с докладами перед рабочими г. Челябинска и г. Копейска.
Один из агитационных самолетов, совершавший полеты в населённые пункты Южного Урала, был и у челябинского аэроклуба.